# Harold Melvin and the Blue Notes
Harold Melvin and the Blue Notes war eine US-amerikanische Gesangsgruppe. Von 1972 bis 1976 avancierte die Band zu einem der erfolgreichsten Vertreter des Phillysounds – einer besonderen Ausprägung des Souls, der sich zu Beginn der 1970er Jahre etablierte. Das breite Repertoire der Gruppe erstreckte sich über Soul, R&B, Doo Wop bis zum Disco-Sound, dem man nachsagt, er wäre aus dem Phillysound hervorgegangen. Ursprünglich in den frühen 1950er Jahren als „The Charlemagnes“ in Philadelphia, Pennsylvania gegründet, wurde die Gruppe erst in den 1970er Jahren durch ihre zahlreichen Hits auf dem Label Philadelphia International Records bekannt, das dem Produzenten- und Komponistenteam Kenny Gamble und Leon Huff gehörte. Auch nach dieser Hochphase tourte die Band weiter und veröffentlichte bis zum Tod von Harold Melvin im Jahre 1997 noch mehrere Alben. Obwohl Harold Melvin als Kopf der Gruppe seinen Namen voranführte, war das berühmteste Mitglied der „Blue Notes“ Teddy Pendergrass, der zum Leadsänger der Band avancierte.

## Geschichte

### Die frühen Jahre
Bereits 1954 gingen „The Charlemagnes“ in die „The Blue Notes“ über. Das Line-Up bestand damals aus dem Leadsänger Harold Melvin (geboren am 25. Juni 1939 in Philadelphia), Bernad Williams, Roosevelt Brodie, Jesse Gillis Jr. und Franklin Peaker. Bis in die 1960er Jahre nahm die Band relativ erfolglos Bänder für eine Vielzahl von Labels auf. Die Single My Hero aus dem Jahre 1960 war ein kleiner Hit für das Val-ue Records Label, während 1965 Get Out (and Let Me Cry) ein R&B-Hit für das Landa Records Label wurde. In dieser Zeit war das Band-Line-Up ständigen Änderungen unterworfen. Bernard Williams versuchte eine eigene Gruppe als „The Original Blue Notes“ an den Start zu bringen, während Harold Melvin den neuen Leadsänger John Atkins in seine Gruppe aufnahm.
1970 wurde der Musiker Teddy Pendergrass als Schlagzeuger der Backup-Band aufgenommen. Pendergrass war vormals Mitglied der Vocalgruppe „The Cadillacs“ und stieg zum Leadsänger auf, als John Atkins die Gruppe noch im selben Jahr verließ.

### Der Erfolg mit Philadelphia International
In der Aufstellung Harold Melvin, Teddy Pendergrass, Bernard Wilson, Lawrence Brown und Lloyd Parks standen „Harold Melvin and the Blue Notes“ ab 1972 bei Kenny Gambles und Leon Huffs Label Philadelphia International Records unter Vertrag. Auf Anhieb und für die nächsten vier Jahre verzeichnete die Band mehrere große R&B-Hits. Unter den bedeutendsten Veröffentlichungserfolgen der „Blue Notes“ waren Lovesongs wie If You Don’t Know Me by Now (1972 die erste große Hitsingle), I Miss You (1972), The Love I Lost (1973) und Don’t Leave Me This Way (1975). Weiterhin erschienen – für den Phillysound recht typisch – Hits mit sozialem Hintergrund wie Wake Up Everybody und Bad Luck (beide 1975). Bad Luck hält bis heute in den USA den Rekord für die Platte, die sich am längsten an der Spitze der Hot Dance Music/Club Play Charts hielt: 11 Wochen auf Platz 1. 1976 erschien eine Coverversion von Don’t Leave Me This Way, gesungen von der Motown-Künstlerin Thelma Houston. Diese Version wurde ein Nummer-eins-Hit in den US-Pop-Charts; beide Versionen werden heute als die Definition des Dicosounds gehandelt, welche die Disco-Ära in den 1970er Jahren einläuteten.
Trotz des Erfolges wurde das Line-up der „Blue Notes“ weiter regelmäßig ausgetauscht. 1974 ersetzte Harold Melvin Lloyd Parks durch Jerry Cummings. Außerdem wurde mit Sharon Paige eine weibliche Stimme in die Band aufgenommen. Als sich die Blue Notes 1976 an der Spitze ihres Erfolgs sahen, verließ Teddy Pendergrass die Band. Er hatte ohne Erfolg dafür geworben, die Band in „Teddy Pendergrass and the Blue Notes“ umzubenennen. Nach dem Weggang startete Pendergrass eine vielversprechende Solokarriere, die aber verursacht von einer Lähmung, die er sich 1982 bei einem Autounfall zugezogen hatte, unterbrochen wurde. Dennoch schaffte Teddy Pendergrass ein kurzes Comeback im Rahmen des geschichtsträchtigen Live-Aid-Konzerts von 1985.

### Die späten Jahre
Harold Melvin ersetzte Teddy Pendergrass durch David Ebo und die „Blue Notes“ verließen Philadelphia International, um 1977 bei ABC Records zu unterschreiben. Reaching for the World wurde die letzte erfolgreiche Single. Um 1980 hatten Jerry Cummings, Bernard Wilson und Sharon Paige die Band bereits wieder verlassen. Noch im selben Jahr wechselten Harold Melvin, Lawrence Brown und die neuen Mitglieder Dwight Johnson und William Spratelly zum MCA Records Sub-Label Source, wo sie zwei kommerziell erfolglose Alben ablieferten.
1982 übernahm Gil Saunders die Position des Leadsängers und ersetzte damit David Ebo. Mit Saunders als Frontmann hatte die Gruppe im United Kingdom mit dem Album Talk It Up (Tell Everybody) und Singles wie Today’s Your Lucky Day und Don’t Give Me Up Achtungserfolge. Das Album verkaufte sich gut. Diverse Hits aus der Pendergrass-Ära wurden in England erneut mit Gil Saunders als Leadsänger eingespielt. Saunders verließ die Gruppe schließlich 1992, während Harold Melvin weiter mit diversen verschiedenen Line-ups tourte, bis er 1996 Opfer eines Schlaganfalls wurde. Harold Melvin starb am 24. März 1997 mit nur 57 Jahren.

### Das Vermächtnis
Wahrscheinlich ist „Harold Melvin and the Blue Notes“ die meist gecoverte Phillysound-Band der Musikgeschichte. Viele ihrer Hits wurden von anderen Künstlern interpretiert, darunter Simply Red, David Ruffin (Ex-Temptations), Jimmy Somerville und Sybil. Gil Saunders tourt immer noch als Solo-Performer und präsentiert weiterhin neben seinen Songs die Hits der Vergangenheit mit „Harold Melvin and the Blue Notes“. Ebenso waren und sind diverse Varianten der originalen Blue Notes als „Harold Melvin’s Blue Notes“ auf Tournee.
Neil Young nannte die Band, die er für das Album This Note’s for You zusammengestellt hatte, „The Blue Notes“ – allerdings ohne sich vom Inhaber der Namensrechte, Harold Melvin, die Erlaubnis zum Gebrauch des Namens einzuholen. Melvin unternahm wegen der Verwendung des Namens rechtliche Schritte gegen Young und zwang ihn, seine Band während der laufenden Tournee in „Ten Men Workin’“ umzubenennen.

## Diskografie
Studioalben

| Jahr | Titel Musiklabel Katalog-Nr.                        | Höchstplatzierung, Gesamtwochen, AuszeichnungChartplatzierungen (Jahr, Titel, Musiklabel Katalog-Nr., Platzierungen, Wochen, Auszeichnungen, Anmerkungen) | Höchstplatzierung, Gesamtwochen, AuszeichnungChartplatzierungen (Jahr, Titel, Musiklabel Katalog-Nr., Platzierungen, Wochen, Auszeichnungen, Anmerkungen) | Höchstplatzierung, Gesamtwochen, AuszeichnungChartplatzierungen (Jahr, Titel, Musiklabel Katalog-Nr., Platzierungen, Wochen, Auszeichnungen, Anmerkungen) | Höchstplatzierung, Gesamtwochen, AuszeichnungChartplatzierungen (Jahr, Titel, Musiklabel Katalog-Nr., Platzierungen, Wochen, Auszeichnungen, Anmerkungen) | Anmerkungen                                                                                             |
| Jahr | Titel Musiklabel Katalog-Nr.                        | DE | UK | US | R&B | Anmerkungen                                                                                             |
| ---- | --------------------------------------------------- | --- | --- | --- | --- | --- |
| 1972 | Harold Melvin & the Bluenotes Philadelphia I. 31648 | — | — | US53 (31 Wo.)US | R&B4 (22 Wo.)R&B | Erstveröffentlichung: August 1972 ursprünglicher Titel: I Miss You Produzenten: Leon Huff, Kenny Gamble |
| 1973 | Black & Blue Philadelphia I. 32407                  | — | — | US57 (20 Wo.)US | R&B5 (32 Wo.)R&B | Erstveröffentlichung: September 1973 Produzenten: Leon Huff, Kenny Gamble                               |
| 1975 | To Be True Philadelphia I. 33148                    | — | — | US26 Gold · (32 Wo.)US | R&B1 (33 Wo.)R&B | Erstveröffentlichung: Februar 1975 feat. Teddy Pendergrass Produzenten: Leon Huff, Kenny Gamble         |
| 1975 | Wake Up Everybody Philadelphia I. 33808             | — | — | US9 Platin · (24 Wo.)US | R&B1 (28 Wo.)R&B | Erstveröffentlichung: November 1975 Produzenten: Leon Huff, Kenny Gamble                                |
| 1977 | Reaching for the World ABC 969                      | — | — | US56 (10 Wo.)US | R&B15 (11 Wo.)R&B | Erstveröffentlichung: Januar 1977 Produzent: Harold Melvin                                              |
| 1977 | Now Is the Time ABC 1041                            | — | — | — | R&B50 (7 Wo.)R&B | Erstveröffentlichung: Dezember 1977 Produzent: Harold Melvin                                            |
| 1980 | The Blue Album Source 3197                          | — | — | US95 (20 Wo.)US | R&B15 (29 Wo.)R&B | Erstveröffentlichung: März 1980 feat. Sharon Paige Produzent: Harold Melvin                             |
| 1981 | All Things Happen in Time MCA 5261                  | — | — | — | R&B47 (7 Wo.)R&B | Erstveröffentlichung: Oktober 1981 Produzent: Harold Melvin                                             |

Weitere Studioalben
- 1960: The Blue Notes (als The Blue Notes)
- 1984: Talk It Up (Tell Everybody) (Philly World Records 90187)

### Musikbeispiele
- Harold Melvin & the Blue Notes: Wake Up Everybody (Official Soul Train Video) auf YouTube
- Harold Melvin & the Blue Notes: If You Don’t Know Me By Now (Official Soul Train Video) auf YouTube
- Harold Melvin & the Blue Notes: Don’t Leave Me This Way auf YouTube